# BDS-BUS
BDS-BUS, s.r.o. je autobusový dopravce z Velké Bíteše se středisky ve Velké Bíteši, ve Znojmě, v Pozořicích, Ořechově u Brna, Jednovnici a v Čejči. Zkratka v názvu je odvozena z názvu někdejší mateřské, nyní sesterské společnosti Bítešská dopravní společnost (BDS). Většinový podíl (99 %) v obou společnostech vlastní Ing. Miloslav Kliment (nar. 1958) z Velké Bíteše, menšinový 1% podíl Ing. Michal Kliment (nar. 1983) z Velké Bíteše. Obě společnosti mají společnou webovou prezentaci. Společnost provozuje 7 autobusových linek v okolí Velké Bíteše v Kraji Vysočina, asi 25 autobusových linek v rámci Integrovaného dopravního systému Jihomoravského kraje a v letech 2013 a 2014 zvítězila ve výběrových řízeních na desetileté provozování autobusové dopravy v oblastech Děčínsko a Litoměřicko od 1. ledna 2015 v nově zaváděném integrovaném systému Doprava Ústeckého kraje.

## Historie
Bítešská dopravní společnost a její sesterská, původně dceřiná společnost BDS-BUS s.r.o. navazují na činnost někdejšího závodu 1009 Velká Bíteš národního podniku ČSAD. Dopravní závod podniku ČSAD Brno vznikl podle dostupných pramenů v roce 1950 a původně sídlil v objektu „U Svobodů“ na výpadovce na kopci směrem na Velké Meziříčí. Provozoval nákladní i autobusovou dopravu. Se zrušením okresu Velká Bíteš v roce 1960 byl zdejší dopravní závod změněn ze závodu na provozovnu spadající pod závod Velké Meziříčí.
BÍTEŠSKÁ DOPRAVNÍ SPOLEČNOST, spol. s r.o., byla zapsána do obchodního rejstříku 9. července 1992, původně s oborem činnosti „opravy motorových vozidel“. Většinovým vlastníkem byl Ing. Miloslav Kliment, menší podíly vlastnilo dalších pět fyzických osob. V roce 1994 privatizovala provozovnu Velká Bíteš podniku ČSAD Žďár nad Sázavou. V únoru 1995 rozšířila svou činnost o provozování silniční dopravy a obchodní a zprostředkovatelskou činnost, v roce 1996 i o provozování cestovní kanceláře. Od 3. července 1996 byl jediným společníkem Ing. Miloslav Kliment, v prosinci 2007 převedl 1% podíl na Ing. Michala Klimenta.
12. srpna 2008 rozhodla valná hromada o rozdělení společnosti BÍTEŠSKÁ DOPRAVNÍ SPOLEČNOST, spol. s r.o. odštěpením části podniku pro autobusovou dopravu a jejím sloučením se společností BDS-BUS, s.r.o. Ta byla založena v roce 1996 pod názvem Bohemian Express Company s.r.o. pro činnost cestovní kanceláře a zprostředkovatelskou činnost a v prosinci 2007 v předstihu přejmenována na BDS-BUS, s.r.o., než bylo 1. října 2008 zapsáno rozšíření činnosti na silniční motorovou dopravu osobní. Vlastníky byly původně polovičními podíly Gargano Travel Building, s.r.o., a BÍTEŠSKÁ DOPRAVNÍ SPOLEČNOST, spol. s r.o., v listopadu 1999 se jediným společníkem stala BÍTEŠSKÁ DOPRAVNÍ SPOLEČNOST, spol. s r.o. K 1. říjnu 2008 byla společnost přepsána přímo na Ing. Miloslava Klimenta a Ing. Michala Klimenta ve stejném poměru 99:1, v jakém vlastnili dosavadní mateřskou společnost.
Vedoucím osobní dopravy je Pavel Joch. Společnost má dvě organizační jednotky: středisko Velká Bíteš a středisko Znojmo. Od roku 2007 má společnost tři jednatele, z nichž každý je oprávněn jednat samostatně ve všech věcech.
V souvislosti s výběrovým řízením na provozování autobusové dopravy v Libereckém kraji, v němž BDS–BUS, s. r. o. v listopadu 2013 podávala stížnost k Úřadu pro ochranu hospodářské soutěže, ač se sama soutěže nezúčastnila, a ÚOHS na základě tohoto podnětu soutěž nejprve předběžným opatřením pozastavil a poté zrušil, Krajské protikorupční pracoviště o. p. s. ve svém stanovisku k výběrovému řízení tvrdí, že BDS-BUS prokazatelně spolupracuje se stávajícím dodavatelem BusLine a. s.

## Autobusová doprava

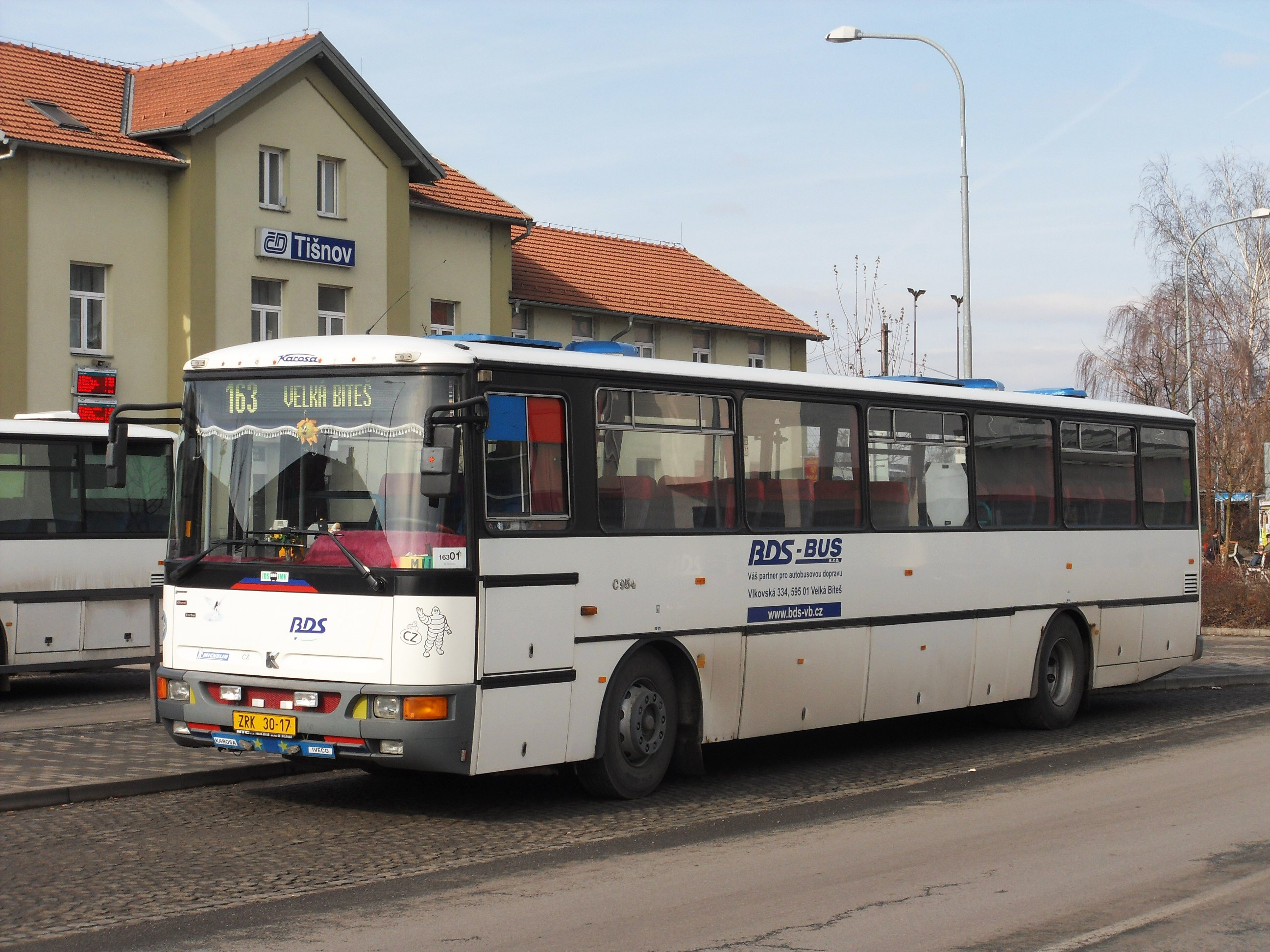
Autobus BDS-BUS před nádražím v Tišnově, březen 2011

V roce 2014 provozuje společnost 32 regionálních autobusových linek v oblasti jižní Moravy:
Neintegrované linky v okolí Velké Bíteše
- 840503 Velká Bíteš - Heřmanov - Křižanov
- 840505 Velká Bíteš - Tasov
- 840506 Velké Meziříčí - Velká Bíteš - Brno
- 840507 Skřinářov - Velká Bíteš
- 840508 Velká Bíteš - Skřinářov - Křižanov
- 840509 Žďár nad Sázavou - Brno
- 840511 Velká Bíteš - Krokočín

Meziregionální linky IDS JMK:
- 725108 Brno - Pohořelice - Miroslav - Lechovice - Znojmo (108)
- 729158 Tavíkovice - Višňové - Hostěradice - Miroslav - Jiřice u Miroslavi - Břežany (158)
- 728163 Tišnov - Dolní Loučky - Níhov - Velká Bíteš (193)

Regionální linky IDS JMK:
- 729210 Bílovice n. S. - Řícmanice - Kanice - Babice n. S. (Ochoz u Brna)
- 728336 Tišnov - Dolní Loučky - (Skryje) - Řikonín - Vratislávka (336)
- 728350 Řikonín - Borovník - Milešín (350)
- 729401 Brno - Říčany - Domašov - Velká Bíteš (401)
- 729402 Brno - Popůvky - Veverské Knínice (402)
- 728407 Brno - Ostopovice - Troubsko (407)
- 729410 Domašov - Javůrek - Litostrov (410)
- 729411 Deblín - Svatoslav - Přibyslavice - Velká Bíteš (411)
- 728432 Ivančice - Moravský Krumlov - Hostěradice - Prosiměřice - Suchohrdly - Znojmo (432)
- 727443 Moravský Krumlov - Vémyslice - Tulešice - Horní Kounice - Tavíkovice (443)
- 727444 Moravský Krumlov - Vémyslice - Trstěnice - Višňové (444)
- 729445 Moravský Krumlov - Petrovice - Miroslavské Knínice - Miroslav (445)
- 729450 Miroslav - Olbramovice - Branišovice - Jiřice u Miroslavi (450)
- 728403 Brno - Ostopovice - Troubsko - Omice (403)
- 729810 Znojmo - Bantice - Oleksovice - Hostěradice - Miroslav (810)
- 727811 Znojmo - Tvořihráz - Žerotice - Horní Dunajovice - Višňové - Trstěnice (811)
- 727822 Znojmo - Práče - Lechovice - Božice - Hrušovany nad Jevišovkou - Velký Karlov (822)
- 729835 Lechovice - Práče - Prosiměřice - Žerotice - Želetice (835)
- 729836 Hodonice - Lechovice (836)

Od 1. ledna 2010 se BDS-BUS s.r.o. podílí se Znojemskou dopravní společností Psota v rámci IDS JMK na provozování městské autobusové dopravy ve Znojmě, kterou dosud provozovala společnost ČAS-SERVICE. Z pěti denních linek MHD, číslovaných 801–805, provozoval většinu spojů na lince 801 a po jednom páru spojů na linkách 803 (jeden pár spojů o sobotách a nedělích) a 804 (pod číslem 729804, jen jeden pár spojů v úseku mezi nádražím a nemocnicí o sobotách a nedělích), roce 2014 též jeden pár spojů v pracovní dny na lince 805/729805. Na nočních linkách 808 a 809 se nepodílí. Na lince provozoval dva nízkopodlažní autobusy Iveco Citelis 12M, z nichž jeden je s pohonem na CNG. Oba autobusy měly bílý nátěr, zatímco ZDS Psota měla své autobusy v celočerveném nátěru.
- 729801 Znojmo, Hradiště – Znojmo, nádraží – Suchohrdly – Kuchařovice – Znojmo, Nová Nemocnice (801)
- 728803 Znojmo - Dobšice (803)
- 729804 Znojmo, Oblekovice – Znojmo, nádraží – Znojmo, Nová Nemocnice – Znojmo, Přímětice (804)
- 729805 Znojmo - Hluboké Mašůvky (805)

BDS-BUS s.r.o. se účastnila výběrových řízení na provozování autobusové dopravy v Ústeckém kraji na 10 let od 1. ledna 2015 a zvítězila ve dvou oblastech:
- Litoměřicko (dosavadní oblast Štětsko a část dosavadní oblasti České středohoří-východ), orientační poptávaný výkon 1 116 738 km/rok[7] Dne 7. května 2014 byla jako vítězná vybrána BDS-BUS s.r.o. se základní cenou 24,86 Kč/km.[8][9] Na Štětsku tak nahradila dosavadního dopravce ČSAD Slaný a.s. a v části oblasti České středohoří-východ dosavadního dopravce BusLine a.s.
- Děčínsko (sloučeny dosavadní oblasti Děčínsko-východ a Děčínsko-západ, roční výkon 1 350 000 km, tj. předpokládaná hodnota veřejné zakázky na 10 let je 459 mil. Kč). Výběrové řízení bylo vyhlášeno v květnu 2013, 18. září 2013 byla vítězem vyhlášena BDS-BUS s.r.o. se základní cenou 26,49 Kč/km.[10] BDS-BUS s.r.o. má v této oblasti nahradit dosavadního dopravce, Dopravní podnik města Děčína, který v předchozím období zajišťoval tarifní integraci městské a příměstské dopravy. Později však byla jako vítěz v této oblasti vyhlášena společnost BusLine a. s., která je údajně se společnosti BDS-BUS spřízněná a jednali za ni titíž lidé.

## Vozový park
Vozový park je tvořen převážně autobusy značek Karosa, Irisbus a Iveco. Web Seznam autobusů uvádí v květnu 2013 v evidenci 36 provozních autobusů tohoto dopravce, z toho 18 vozů Irisbus Crossway LE 12M, 9 vozů z řad Karosa C 900 a C 700, 2 vozy SOR CN 12, tři midibusy Iveco Stratos LE 37 (od června 2010 pro nově zaintegrované linky na Znojemsku), dva vozy Irisbus Citelis 12M (z toho jeden plynový) pro MHD Znojmo, 1 vůz Irisbus Crossway 10.6M a 1 vůz MAN Lion's Regio.